# Simphiwe Dana
Pour les articles homonymes, voir Dana.
Simphiwe Dana, née en 1980, est une chanteuse d'origine Xhosa et auteure de chansons en Afrique du Sud. Ses compositions associent le jazz, l'afro-soul, le rap et la musique traditionnelle,

## Biographie
Simphiwe est née en 1980/1981 au Transkei, dans le Cap-Oriental, en Afrique du Sud.
Son père est un prédicateur et durant son enfance, elle entend la musique d'église dans les deux formes, chorale et gospel.

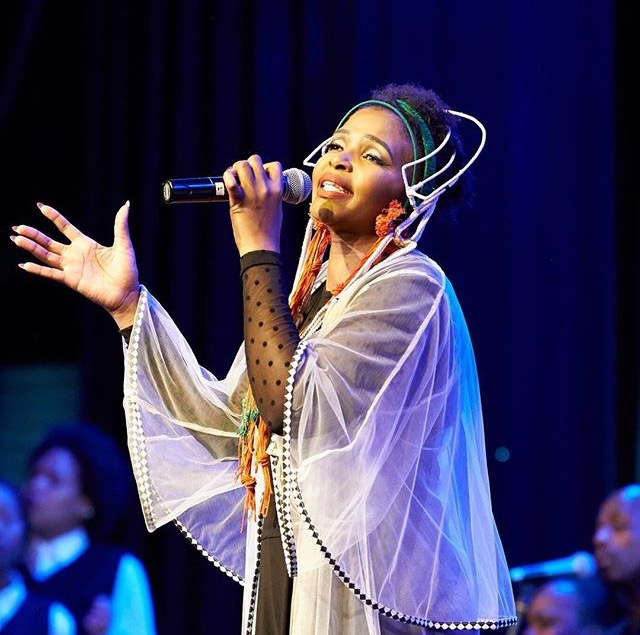
Simphiwe Dana en concert au "en".

Elle effectue ses études à l'école privée Vela de Mthatha, où elle s'inscrit en 1997. Elle poursuit en étudiant le graphisme, et elle passe son Diplôme National à l'université de Wits Technikon, à Johannesbourg.
À partir de 2002, elle chante dans de petits clubs à Johannesbourg, où elle commence à attirer l'attention.
Elle rencontre un important succès en Afrique du Sud avec la sortie en 2004 de Zandisile,. L'album se vend très bien et remporte plusieurs prix, dont quelques South African Music Awards (SAMA) en 2005. La sortie mondiale de l'album confirme le succès.
Elle demeure présente, grâce à une bonne diffusion radio et ses apparitions lors des principaux événements nationaux et des festivals tels que les Arts Live, le Cape Town International Jazz Festival et le Standard Bank Joy of Jazz. Ses deux premiersalbums au succès commercial, salués également par la critique, lui permettent de tourner avec de plus en plus de tournées à  l'international.
Son troisième album, Kulture Noir, sort à l'été 2010. Plus tard, elle sort son album live, An Evening with Sipmhiwe Dana Live in Concert, qui permet de l'entendre chanter certains de ses meilleurs succès accompagnée par un orchestre de 27 musiciens. Simphiwe s'exprime également sur des questions d'actualité dans les médias sociaux, y compris les questions politiques en Afrique du Sud.

## Inspiration
La musique de Dana est fortement liée à son éducation dans le Transkei, et elle situe les chants de sa mère comme une source d'inspiration pour elle et ses frères et sœurs, et en fin de compte comme l'un des piliers de sa détermination à poursuivre sa carrière musicale. Simphiwe Dana chante une savante forme musicale qui mélange la musique traditionnelle africaine à la musique soul contemporaine, avec des notes de gospel et de blues. Sa musique rencontre l'approbation aussi bien d'une ancienne génération de sud-africains, en particulier des femmes, que du jeune public. Parmi le répertoire de Dana figurent Ndiredi, Troubled Soldier, Chula Ukunyathela, Bantu Biko Street, Zundiqondisise, Uzobuya Nini, Sonini Nanini et Naphakade. Elle chante aussi le générique de l'émission de télévision Yizo Yizo.

## Discographie
- 2004: Zandisile
- 2006: The One Love Movement On Bantu Biko Street
- 2010: Kulture Noir
- 2014: Firebrand

### Compilations
- 2007: South Africa presents: Women with a Voice

## Récompenses
En 2005, Simphiwe Dana remporte le "Best Newcomer award" et le Meilleur album de Jazz Vocal aux 11e South African Music Awards avec son premier album "Zandisile".
Deux ans plus tard, elle est nommée "Meilleure Artiste Féminine", avec la chanson "The One Love Movement on Bantu Biko Street", lors des 13e South African Music Awards.

## Autres occupations
Depuis 2015, Simphiwe Dana agit comme ambassadrice pour Amnesty International notamment par le biais de la campagne #AfricaNot4Sale,,.